# Jakob M. Erwa

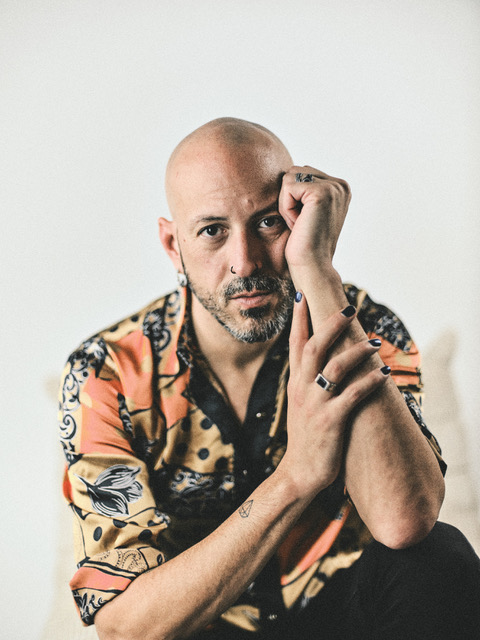
Jakob M. Erwa (2024)

Jakob Moritz Erwa (* 17. Juli 1981 in Graz, Steiermark) ist ein österreichischer Filmregisseur, Drehbuchautor und Filmproduzent.

## Leben
Nach der Matura an der HTBLVA Ortweinschule Graz für Kunst und Design im Juni 2000 arbeitete Erwa für verschiedene Filmproduktionsfirmen in Österreich. Mit neunzehn Jahren schrieb er auch sein erstes Drehbuch One by One – Eine Teenietragödie. 2001 realisierte er seinen ersten Kurzfilm Trübe Aussichten und begann sein Studium an der Münchner Filmhochschule, welches er im Februar 2007 abschloss.
2003 gründete Erwa gemeinsam mit der Schauspielerin Rachel Honegger in München die junge Filmproduktionsfirma mojo:pictures, unter deren Namen bereits einige Stoffe junger Filmemacher realisiert werden konnten. 2007 realisierte Erwa zusammen mit Novotny & Novotny Filmproduktion seinen mehrfach ausgezeichneten Abschlussfilm Heile Welt. Der Film erhielt den Großen Diagonale-Preis für den besten österreichischen Spielfilm 2006/07 und den German Independence Award auf dem Filmfest Oldenburg für den besten deutschen Film. Darüber hinaus lief der Film im Wettbewerb zahlreicher internationaler Festivals.
Für den ORF erarbeitete Erwa 2007 bis 2009 tschuschen:power, eine Jugend-Serie über Migranten der zweiten und dritten Generation in Wien.
Mit seinem zweiten Spielfilm HomeSick wurde Erwa 2015 auf die Berlinale eingeladen, wo der Film in der Sektion „Perspektive deutsches Kino“ seine Weltpremiere feierte. Für seine Verfilmung des Jugendbuchs Die Mitte der Welt von Andreas Steinhöfel, die  im November 2016 in die Kinos kam, erhielt Erwa den Bayerischen Filmpreis.
Auch über seine Filme hinaus ist Jakob M. Erwa sehr an den Themen Jugend und Integration gelegen. So engagiert er sich in Filmemacherworkshops für Jugendliche mit unterschiedlichsten kulturellen und sozialen Hintergründen.
Jakob M. Erwa lebt in Berlin und ist Mitglied der Deutschen Filmakademie, der Akademie des Österreichischen Films und Europäische Filmakademie.

## Filmografie (Auswahl)
- 2003: Märchenprinz (Little Prince) (Kurzfilm)
- 2004: Wie Schnee hinter Glas (Lies And Letters) (Kurzfilm)
- 2005: Neun (Nine) (Episodenfilm)
- 2007: Heile Welt (All the Invisible Things)
- 2007–2009: tschuschen:power (Fernsehminiserie)
- 2015: Homesick
- 2016: Die Mitte der Welt
- 2021: Katakomben (Fernsehserie)

## Musikvideos
- 2004: Shiver – Stehst du still (P: mojo:pictures | L: EMI Austria)
- 2006: Farbe 5 – Traumfrau (P: mojo:pictures | L: GTM)
- 2007: Jerx feat. Emkay1 – Fick die Welt (L: ToXroX/Universal Music)
- 2009: Jerx – Pleased To Meet You (L: maintheme/Universal Music)
- 2010: Jerx – Money (L: maintheme/ToXRoX/Universal Music)

## Ehrungen und Auszeichnungen
Die Mitte der Welt:
- 2025: Deutscher Drehbuchpreis 2025 – Nominiert für „Die Akte Doms“
- 2017: Bayerischer Filmpreis – Bester Nachwuchsregisseur
- 2017: New Faces Award – Bester Debütfilm
- 2017: Nominiert für die ROMY – Bestes Drehbuch Kinofilm
- 2016: Preis der Jugendjury, Filmkunstmesse Leipzig
- 2016: Publikumspreis, Internationale lesbisch-schwule Filmtage Hamburg
- 2016: Preis der Jugendjury, Final Cut in Marburg
- 2016: Publikumspreis, Biberacher Filmfestspiele
- 2016: Nominierungen: Bestes Drehbuch, Beste Regie und Bester Nachwuchsproduzent, Filmfest München

HomeSick:
- 2015: Nominierung: DFJW-Preis Dialogue en perspective, Berlinale
- 2015: Nominierung: Made in Germany – Förderpreis Perspektive, Berlinale
- 2015: Nominierung: Bester Spielfilm, Neuchâtel International Fantastic Film Festival
- 2016: Best Picture – Eye On Films Competition, Kolobrzeg International Suspense Film Festival

Heile Welt:
- 2007: Großer Diagonale-Preis – Bester österreichischer Spielfilm 2006/07
- 2007: German Independence Award – Bester deutscher Film 2007, Internationales Filmfest Oldenburg
- 2007: Nominierungen: Bester abendfüllender Abschlussfilm und Schauspielerpreis (Simon Möstl), First Steps Award
- 2007: Nominierungen: Bester Filmdebütant und Darstellerpreise (Angelika Schneider, Michael Sauseng), Undine Award
- 2008: Nominierung: Bestes Drehbuch, Studio Hamburg Nachwuchspreis

Wie Schnee hinter Glas:
- 2005: Cine Styria Jugendfilmpreis des Landes Steiermark
- 2005: Starter Filmpreis, Filmpreis der Landeshauptstadt München
- 2006: Bester österreichischer Kurzfilm, Cosi Fan Tutte Vienna Short Film Festival